# Hugo Flytström
Hugo Flytström, född 12 september 1994, är en svensk barnskådespelare. Han spelade Harry i Lilla Jönssonligan & stjärnkuppen 2006. Han har också medverkat i TV-programmet Kent Agent och de hemliga ställena.